# Ivan Fuqua
Ivan William Fuqua, född 9 augusti 1909 i Decatur i Illinois, död 14 januari 1994 i Raleigh i North Carolina, var en amerikansk friidrottare.
Fuqua blev olympisk mästare på 4 x 400 meter vid sommarspelen 1932 i Los Angeles.